# Acrulogonia sexspinosa
Acrulogonia sexspinosa är en insektsart som beskrevs av Godoy et Nielson 2000. Acrulogonia sexspinosa ingår i släktet Acrulogonia och familjen dvärgstritar. Inga underarter finns listade i Catalogue of Life.